# Roser Tarragó
Roser Tarragó Aymerich (Barcelona, 25 de marzo de 1993) es una exwaterpolista española internacional absoluta con la selección española que fue campeona del mundo en Barcelona 2013, bicampeona de Europa en Budapest 2014 y Budapest 2020 y dos veces subcampeona olímpica en Londres 2012 y Tokio 2020.

## Biografía
Su formación como waterpolista se inicia en las categorías inferiores del CN Mataró cuando tenía 7 años.
Con la selección española sub–18 consiguió la medalla de plata en el Campeonato Europeo Junior de 2010.
Con la selección española sub–20 consiguió la medalla de oro en el Campeonato Mundial Júnior de 2011 celebrado en Trieste y la medalla de plata en el de 2013 celebrado en Volos.
Máxima goleadora de la División de Honor Femenina (DHF) en la temporada 2011–2012 con un total de 115 goles fue también escogida jugadora más valiosa (MVP) de dicho campeonato.
Internacional absoluta con la selección española desde el año 2010, se proclamó campeona del mundo en el Mundial de Barcelona 2013, campeona de Europa en Europeo de Budapest 2014 y subcampeona olímpica en los Juegos Olímpicos de Londres 2012.
La temporada 2013–2014 obtiene una beca que le permite compaginar sus estudios de sociología con la práctica del waterpolo en la Universidad de California en Berkeley alcanzando las semifinales de los campeonatos nacionales (NCAA) en su primera temporada y acabando finalmente en la cuarta posición.
La temporada 2014–2015 alcanza la final de la Conferencia MPSF perdiendo contra la Universidad de California en Los Ángeles por un ajustado 9–8 siendo elegida MVP del torneo.
La temporada 2015–2016 regresa al CN Mataró para preparar los Juegos Olímpicos de Río 2016, consiguiendo un doblete histórico al ganar la Copa de la Reina y la Copa LEN en la misma temporada.
La temporada 2018–2019 regresa a España, después de finalizar sus estudios universitarios en Estados Unidos, para jugar en el Club Esportiu Mediterrani. Posteriormente inicia la temporada en Australia con los Drummoyne Devils de Sídney. Tarragó llevaba retirada del waterpolo desde enero del año 2017.
En julio de 2019 consigue la medalla de plata en el Mundial de Gwangju 2019 siendo elegida MVP de la competición.
En enero de 2020 consigue la medalla de oro en el Europeo de Budapest 2020.
El 7 de agosto de 2021 Tarragó anuncia su retirada deportiva después de conseguir la medalla de plata en los Juegos Olímpicos de Tokio 2020.

## Palmarés

### Selección española absoluta
- 6ª clasificada en el Campeonato Europeo de Zagreb 2010
- 8ª clasificada en la Superfinal de la Liga Mundial de waterpolo 2011
- 5ª clasificada en el Campeonato Europeo de Eindhoven 2012
- Campeona de la Copa Kirishi 2012
- Medalla de oro en el Torneo Preolímpico de Trieste[18] (2012)
- Medalla de plata en los Juegos Olímpicos de Londres 2012
- 5ª clasificada en la Superfinal de la Liga Mundial de waterpolo 2013
- Medalla de oro en el Campeonato Mundial de Barcelona 2013
- 5ª clasificada en la Superfinal de la Liga Mundial de waterpolo 2014
- Medalla de oro en el Campeonato Europeo de Budapest 2014
- Medalla de bronce en la Copa Mundial de waterpolo 2014
- 7ª clasificada en el Campeonato Mundial de Kazán 2015
- 4ª clasificada en el Campeonato Europeo de Belgrado 2016
- 4ª clasificada en el Torneo Preolímpico de Gouda[19] (2016)
- Medalla de plata en la Superfinal de la Liga Mundial de waterpolo 2016
- 5ª clasificada en los Juegos Olímpicos de Río de Janeiro 2016
- Medalla de plata en el Campeonato Mundial de Gwangju 2019
- Medalla de oro en el Campeonato Europeo de Budapest 2020
- 5ª clasificada en la Superfinal de la Liga Mundial de waterpolo 2020
- Medalla de plata en los Juegos Olímpicos de Tokio 2020

### Selección española júnior
- 8ª clasificada en el Campeonato Mundial Júnior de Janti-Mansisk, Rusia, 2009
- Medalla de plata en el Campeonato Europeo Júnior de Dniprodzerzhynsk, Ucrania, 2010
- Medalla de oro en el Campeonato Mundial Júnior de Trieste, Italia, 2011
- 5ª clasificada en el Campeonato Europeo Júnior de Cheliábinsk, Rusia, 2012
- Medalla de plata en el Campeonato Mundial Júnior de Volos, Grecia, 2013

### Centre Natació Mataró
- Campeona de la Copa de la Reina (2016)
- Campeona de la Copa LEN (2016)

## Consideraciones personales
- Máxima goleadora del Campeonato de Europa Júnior (2010)
- Mejor jugadora (MVP) del Campeonato del Mundo Júnior (2011)
- Máxima goleadora del Campeonato del Mundo Júnior (2011)
- Mejor jugadora (MVP) de la División de Honor Femenina (2012)
- Máxima goleadora de la División de Honor Femenina (2012)
- Máxima goleadora del Campeonato del Mundo Júnior (2013)
- Integrante del equipo ideal de la Copa del Mundo (2014)
- Mejor jugadora (MVP) de la Final de Conferencia MPSF (2015)
- Máxima goleadora de la Superfinal de la Liga Mundial (2016)
- Mejor jugadora (MVP) del Campeonato del Mundo (2019)
- Integrante del equipo ideal del Campeonato del Mundo (2019)
- Mejor deportista de Mataró (2011[20] 2012[21] y 2013[22])

## Distinciones
- Medalla de Bronce de la Real Orden del Mérito Deportivo, otorgada por el Consejo Superior de Deportes (2013)[23]

- Medalla de Plata de la Real Orden del Mérito Deportivo, otorgada por el Consejo Superior de Deportes (2014)[24]